# Capitalismo digital
El capitalismo digital, a menudo relacionado con el capitalismo de datos o el capitalismo de vigilancia, se entiende como la transformación del modelo capitalista a través de las nuevas tecnologías, así como los procesos que lo conforman. Este término fue acuñado por Dan Schiller, autor e historiador de la información y las comunicaciones a lo largo del desarrollo de la economía capitalista, en el libro de 1999 Digital Capitalism. 
Algunos de los términos que definen este sistema incluyen la globalización y el neoliberalismo.

## Evolución de la digitalización
Aunque existen diversas aproximaciones acerca de las fases que constituyen la era del capitalismo digital, se puede considerar la segunda revolución industrial e invención de nuevas formas de producción masiva como uno de sus primeros pasos.
Por otro lado, esta era digital no aparece claramente hasta la década de los 60, cuando se digitalizan los procesos de producción y manufactura. Algunos de los avances determinantes para cada década fueron los siguientes:
- 1970: introducción de la computadora personal y de tiempo compartido, además de la consola de videojuegos.

- 1980: popularización de la computadora en espacios públicos y particulares (a finales de la década, el 15,3% de estadounidenses contaba con un ordenador en su casa). La dependencia de esta nueva tecnología también se extendió entre las empresas.

- 1990: la World Wide Web se hace accesible al público. En 1999, la mayoría de estadounidenses ya utilizaban Internet con regularidad.

- 2000: globalización de la cultura digital. El importante desarrollo tecnológico en el área de la comunicación permite que las relaciones sociales, laborales, académicas y familiares, entre otras, sean mucho más simples y rápidas, creando así un mundo globalizado y de intercambio cultural a través de la digitalización. Los dispositivos digitales, tales como el teléfono móvil y la computadora, devienen, por tanto, un elemento imprescindible de conexión con la actualidad y de entretenimiento para personas de países plenamente desarrollados, una herramienta necesaria en casi todos los ámbitos vitales: el académico, el laboral, el social y el cultural. Por ejemplo, el hecho de que Netflix, empresa estadounidense de entretenimiento audiovisual, haya sumado, en 2020, alrededor de 16 millones de nuevos usuarios abonados a su servicio durante la pandemia del Covid-19,[4] constata cómo las personas recurren a dichos dispositivos para, por ejemplo, satisfacer su necesidad de distracción y entretenimiento.

## Digital Capitalism
En la visión que ofrece Dan Schiller en Digital Capitalism, este concepto se entiende como la aplicación de la política neoliberal al ciberespacio. Schiller se centrará principalmente en las transformaciones por las que pasan las telecomunicaciones, y cómo estas sirven a los intereses de las corporaciones.
Este ensayo se puede estructurar en tres partes: las partes I y II giran en torno a las dinámicas de mercado adoptadas por las redes. Por otro lado, la parte III explica cómo internet constituye un espacio donde se cultiva el consumismo de forma transnacional. Por último, la parte IV muestra un capitalismo digital que ha ocupado la educación, poniéndola a merced de la lógica de mercado.
En resumen, en este libro se recoge el significado del capitalismo digital entendido como la influencia del neoliberalismo en las redes, y no viceversa.  

### Políticas neoliberales en Internet
En la línea del significado dado por Dan Schiller al capitalismo digital, existen diversos ejemplos que explican los usos de internet por las corporaciones como forma de servir al mercado:
- Minería de datos: es una de las técnicas más conocidas de la red para obtener información sobre los consumidores y sus preferencias. De esta forma, las corporaciones son capaces de analizar una gran muestra de datos y mostrar anuncios personalizados.
- Digital Capitalism - Directiva sobre los derechos de autor en el mercado único digital: esta propuesta de la Unión Europea tiene el objetivo de aplicar los derechos de autor a los contenido compartidos a través de las redes. Esta política, especialmente el artículo 13 generado por la directiva, ha generado una gran variedad de crítica y ha sido acusado de limitar la libertad de comunicación que caracteriza las redes sociales.